# Qualificazioni al campionato europeo maschile di calcio 2016 - Gruppo D
Il Gruppo D è stato uno dei nove gironi per la determinazione delle squadre partecipanti alla fase finale del campionato europeo di calcio 2016. Il Gruppo D era composto da sei squadre: Georgia, Germania, Gibilterra, Irlanda, Polonia e Scozia, che si sono affrontate in un girone all'italiana con gare di andata e ritorno tra settembre 2014 ed ottobre 2015.
Tramite il Gruppo D si sono qualificate alla fase finale le nazionali di Germania e Polonia, rispettivamente prima e seconda classificata del girone. Come terza classificata, l'Irlanda si qualificò agli spareggi, in cui incontrò la Bosnia ed Erzegovina, risultando vincitrice.

## Classifica
| Squadra    | P.ti | G  | V | P | S  | RF | RS | DR  |
| ---------- | ---- | -- | - | - | -- | -- | -- | --- |
| Germania   | 22   | 10 | 7 | 1 | 2  | 24 | 9  | +15 |
| Polonia    | 21   | 10 | 6 | 3 | 1  | 33 | 10 | +23 |
| Irlanda    | 18   | 10 | 5 | 3 | 2  | 19 | 7  | +12 |
| Scozia     | 15   | 10 | 4 | 3 | 3  | 22 | 12 | +10 |
| Georgia    | 9    | 10 | 3 | 0 | 7  | 10 | 16 | -6  |
| Gibilterra | 0    | 10 | 0 | 0 | 10 | 2  | 56 | -54 |

## Risultati

### Prima giornata
| Arbitro: | Blom |

|                 |           |                  |
| Okriashvili 38’ | Marcatori | 24’, 90’ McGeady |

| Arbitro: | Moen |

|                 |           |          |
| Müller 18’, 70’ | Marcatori | 66’ Anya |

| Arbitro: | Johannesson |

|  |           |                                                                |
|  | Marcatori | 11’, 48’ Grosicki 50’, 53’, 86’, 90+2’ Lewandowski 58’ Szukała |

### Seconda giornata
| Arbitro: | Trattou |

|                                                                             |           |  |
| Keane 6’, 14’, 18’ (rig.) McClean 46’, 53’ J. Pérez 52’ (aut.) Hoolahan 56’ | Marcatori |  |

| Arbitro: | Zelinka |

|                      |           |  |
| Khubut'ia 28’ (aut.) | Marcatori |  |

| Arbitro: | Proença |

|                    |           |  |
| Milik 51’ Mila 88’ | Marcatori |  |

### Terza giornata
| Arbitro: | Skomina |

|           |           |              |
| Kroos 71’ | Marcatori | 90+4’ O'Shea |

| Arbitro: | Undiano Mallenco |

|                         |           |                          |
| Mączyński 41’ Milik 76’ | Marcatori | 18’ Maloney 57’ Naismith |

| Arbitro: | Lechner |

|  |           |                                             |
|  | Marcatori | 9’ Gelashvili 19’ Okriashvili 69’ K'ank'ava |

### Quarta giornata
| Arbitro: | Tagliavento |

|  |           |                                              |
|  | Marcatori | 51’ Glik 71’ Krychowiak 73’ Mila 90+2’ Milik |

| Arbitro: | Tudor |

|                                             |           |  |
| Müller 12’, 29’ Götze 38’ Santos 67’ (aut.) | Marcatori |  |

| Arbitro: | Mažić |

|             |           |  |
| Maloney 75’ | Marcatori |  |

### Quinta giornata
| Arbitro: | Turpin |

|  |           |                     |
|  | Marcatori | 39’ Reus 44’ Müller |

| Arbitro: | Gestranius |

|                                                                    |           |              |
| Maloney 18’ (rig.), 24’ (rig.) Fletcher 29’, 77’, 90’ Naismith 39’ | Marcatori | 19’ Casciaro |

| Arbitro: | Eriksson |

|            |           |            |
| Long 90+1’ | Marcatori | 26’ Peszko |

### Sesta giornata
| Arbitro: | Kulbakov |

|                                         |           |  |
| Milik 62’ Lewandowski 89’, 90+2’, 90+3’ | Marcatori |  |

| Arbitro: | Rizzoli |

|             |           |                   |
| Walters 38’ | Marcatori | 47’ (aut.) O'Shea |

| Arbitro: | Pisani |

|  |           |                                                                  |
|  | Marcatori | 28’, 65’, 71’ Schürrle 47’, 81’ Kruse 51’ Gündoğan 57’ Bellarabi |

### Settima giornata
| Arbitro: | Hațegan |

|                  |           |  |
| Q'azaishvili 38’ | Marcatori |  |

| Arbitro: | Rizzoli |

|                           |           |                 |
| Müller 12’ Götze 19’, 82’ | Marcatori | 37’ Lewandowski |

| Arbitro: | Strahonja |

|  |           |                                             |
|  | Marcatori | 27’ Christie 49’, 51’ (rig.) Keane 79’ Long |

### Ottava giornata
| Arbitro: | Mažeika |

|                                                                                             |           |             |
| Grosicki 8’, 15’ Lewandowski 18’, 29’ Milik 56’, 72’ Błaszczykowski 59’ (rig.) Kapustka 73’ | Marcatori | 87’ Gosling |

| Arbitro: | Vad |

|             |           |  |
| Walters 69’ | Marcatori |  |

| Arbitro: | Kuipers |

|                                 |           |                              |
| Hummels 28’ (aut.) McArthur 43’ | Marcatori | 18’, 34’ Müller 54’ Gündoğan |

### Nona giornata
| Arbitro: | Bojko |

|                                                           |           |  |
| Vatsadze 30’, 45’ Okriashvili 35’ (rig.) Q'azaishvili 87’ | Marcatori |  |

| Arbitro: | Velasco Carballo |

|          |           |  |
| Long 70’ | Marcatori |  |

| Arbitro: | Kassai |

|                          |           |                      |
| Ritchie 45’ Fletcher 62’ | Marcatori | 3’ 90+4’ Lewandowski |

### Decima giornata
| Arbitro: | Královec |

|                             |           |               |
| Müller 49’ (rig.) Kruse 79’ | Marcatori | 53’ K'ank'ava |

| Arbitro: | Kul'bakoŭ |

|  |           |                                                              |
|  | Marcatori | 25’ Martin 39’ Maloney 52’, 56’, 85’ Fletcher 90+1’ Naismith |

| Arbitro: | Çakır |

|                                |           |                    |
| Krychowiak 13’ Lewandowski 42’ | Marcatori | 16’ (rig.) Walters |

## Classifica marcatori
13 gol
- Robert Lewandowski

9 gol
- Thomas Müller

7 gol
- Steven Fletcher

6 gol
- Arkadiusz Milik

5 gol
- Robbie Keane
- Shaun Maloney

4 gol
- Kamil Grosicki

3 gol
- Tornik'e Okriashvili
- Mario Götze
- Max Kruse
- André Schürrle
- Shane Long
- Jonathan Walters
- Steven Naismith

2 gol
- Jaba K'ank'ava
- Valeri Q'azaishvili
- Mate Vatsadze
- İlkay Gündoğan
- James McClean
- Aiden McGeady
- Grzegorz Krychowiak
- Sebastian Mila

1 gol
- Nikoloz Gelashvili
- Karim Bellarabi
- Toni Kroos
- Marco Reus
- Lee Casciaro
- Jake Gosling
- Cyrus Christie
- Wes Hoolahan
- John O'Shea
- Jakub Błaszczykowski
- Kamil Glik
- Bartosz Kapustka
- Krzysztof Mączyński
- Sławomir Peszko
- Łukasz Szukała
- Ikechi Anya
- Chris Martin
- James McArthur
- Matt Ritchie

1 autogol
- Ak'ak'i Khubut'ia (pro  Scozia)
- Mats Hummels (pro  Scozia)
- Jordan Pérez (pro  Irlanda)
- Yogan Santos (pro  Germania)
- John O'Shea (pro  Scozia)